# Jules (enseigne)
Pour les articles homonymes, voir Jules.
Jules est une entreprise française de magasins de prêt-à-porter masculin exploitant depuis août 2019, les marques Jules et Brice. Elle appartient au groupe roubaisien de prêt-à-porter Fashion Cube, détenu par la famille Mulliez (AFM).

## Histoire
En 1994, l'enseigne est créée par l'entreprise Camaïeu sous le nom de Camaïeu Homme. Endettée, l'entreprise mère a dû se séparer de ses actifs. Après s'être séparée de ses magasins de textile pour enfants, elle pense également à se séparer de son secteur pour les hommes.
En 1996, l'Association familiale Mulliez (AFM) rachète Camaïeu Homme avec une obligation de changer de nom,. Après un remue-méninges, le nom de « Jules » est choisi. Pour les concepteurs du nom, celui-ci était mémorisable, concret avec le fait que les femmes achètent les vêtements de leur compagnon et dans l'air du temps, car à l'époque « jules » était synonyme de « petit ami ».
En mars 2000, elle change de nom pour se différencier de la marque Camaïeu destinée à l'habillement féminin et change de concept commercial ; AFM leur laisse carte blanche. Le premier magasin Jules ouvre dans le centre commercial V2 de Villeneuve-d'Ascq (Nord). Un quart des magasins sont gérés sous franchise.
En 2005, la marque a lancé l'enseigne BizzBee, destinée à l'habillement des adolescents et adolescentes.
Depuis 2009, Jules est intégré dans Happychic qui la réunit avec les enseignes Bizzbee et Brice.
D'ici 2021, après les difficultés financières que connait le groupe Happychic, Jules et Brice fusionneront pour former une seule et même entité commerciale.
Effectivement, le 2 août 2019 Brice Happy Chic Production International, Happy Chic Services et Brice sont fusionnées avec Jules.
Le 12 avril 2023, le jour de la Saint-Jules, Jules a annoncé avoir pris le statut d'entreprise à mission,.
En 2024, Jules lance une collection qui revisite ses vêtements emblématiques du début des années 2000 grâce à une intelligence artificielle générative développée par la société française Imki.

## Concept

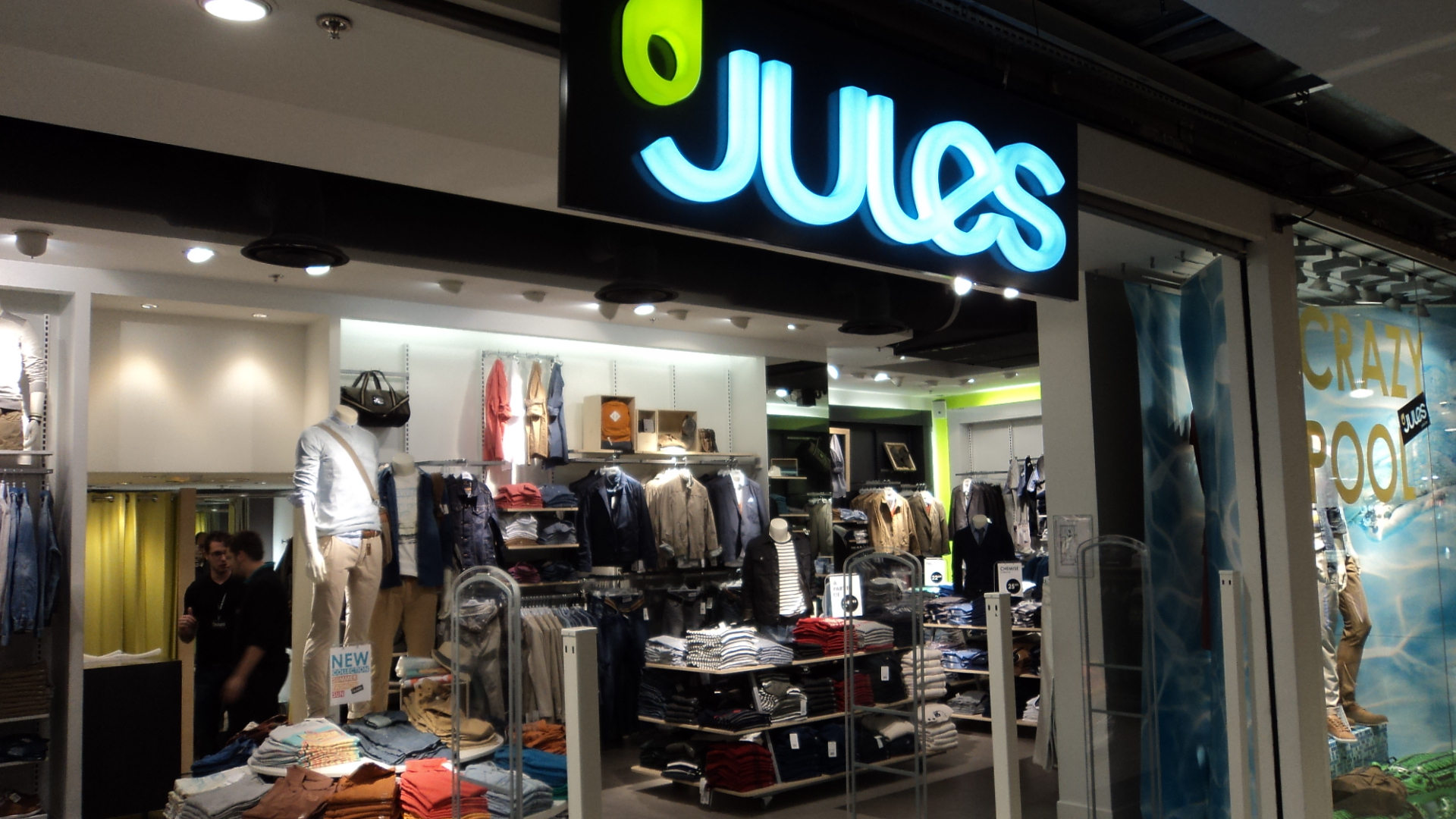
Devanture du magasin Jules d'Italie Deux (Paris).

En 2023, Jules dispose de 550 magasins dont 470 en France et 80 à l'étranger. 80 % des magasins sont reliés directement à la tête de réseau et le reste en franchise. Les magasins sont situés en centre-ville et dans les centres commerciaux périphériques, sur une surface moyenne entre 150 et 250 m2.
Le cœur de cible sont les jeunes hommes actifs urbains âgés de 25 à 30 ans. La ligne vestimentaire qui y est proposée s'inspire de tendances « sportswear » et « casual ». Jules vend deux articles par seconde. Jules a entrepris de « monter en marque » selon les termes du patron de l'enseigne.

## Activité, résultat et effectif
|                                        | 2014   | 2015  | 2016  | 2017           | 2018  | 2019  | 2020  | 2021  |
| -------------------------------------- | ------ | ----- | ----- | -------------- | ----- | ----- | ----- | ----- |
| Chiffre d'affaires en millions d'euros | 351    | 354   | 357   | 332            | 298   | 427   | 313   | 356   |
| Résultat en millions d'euros           | + 18,5 | + 28  | + 26  | +8,4           | - 12  | + 16  | - 20  | + 1,6 |
| Effectif moyen annuel                  | 1 860  | 2 017 | 2 005 | Non communiqué | 1 843 | 2 808 | 2 630 | 2 458 |